# Haplochromis rufus
Haplochromis rufus är en fiskart som först beskrevs av Ole Seehausen och Lippitsch, 1998.  Haplochromis rufus ingår i släktet Haplochromis och familjen Cichlidae. IUCN kategoriserar arten globalt som livskraftig. Inga underarter finns listade i Catalogue of Life.